# قلعه دلی محمدحسین خان
قلعه دلی محمد حسین خان مربوط به دوره صفوی - دوره قاجار است و در شهرستان مسجد سلیمان، بخش اندیکا، دهستان قلعه خواجه، ۴۰۰ متری غرب روستای دلی محمد حسین خان واقع شده و این اثر در تاریخ ۲۵ آبان ۱۳۸۷ با شمارهٔ ثبت ۲۳۷۷۵ به‌عنوان یکی از آثار ملی ایران به ثبت رسیده است.